# 土佐市立高岡第二小学校
土佐市立高岡第二小学校（とさしりつ たかおかだいにしょうがっこう）は、高知県土佐市にある公立小学校。

## 沿革
- 1885年（明治18年）4月1日 - 灘・鳴川尋常小学校として創立（現在地の西南・小山上）
- 1947年（昭和22年）4月1日 - 高岡町立第二小学校と改称（学制改革）
- 1954年（昭和29年）3月31日 - 高岡町立高岡第二小学校となる（町村合併）
- 1955年（昭和30年）9月- 現在地（高岡町乙1797番地4）に移転改築（木造平屋一部二階建）
- 1959年（昭和34年）1月1日 - 土佐市立高岡第二小学校と改称（市制施行）
- 1964年（昭和39年）5月20日 - 運動場東側花壇完成
- 1971年（昭和46年）7月20日 - 校門扉新設・付近の舗装・東西側溝改修
- 1972年（昭和47年）3月1日 - 体育倉庫・保健室新設
- 1973年（昭和48年）3月20日 - 体育館用地940 m2買収
- 1974年（昭和49年）1月10日 - 体育館用地造成
- 1975年（昭和50年）3月22日 - 体育館完成（335 m2）
- 1979年（昭和54年）5月25日 - 校舎増改築（鉄筋コンクリート三階建・総床面積1503.05 m2）
- 1980年（昭和55年）3月31日 - 運動場南側防球網完成
- 1981年（昭和56年）1月15日 - 体育館裏側遊具施設完成
- 1982年（昭和57年）2月3日 - 高岡第二小学校 校歌制定（作詞作曲 平井康三郎氏）
- 1983年（昭和58年）3月31日 - 水泳プール完成（25 m・6コース・ステンレス製）
- 1984年（昭和59年）2月13日 - 運動場拡張整備竣工
- 1985年（昭和60年）11月30日 - 開校百周年記念事業実施
- 1988年（昭和63年）11月6日 - 校舎北側遊歩道完成（63年度卒業記念）
- 1989年（平成元年）4月27日 - 運動場東公園化完了（敷地拡張・トイレ・植樹・防球網）
- 1991年（平成3年）3月31日 - 校舎西側に倉庫改築
- 1993年（平成5年）9月14日 - 運動場東の児童公園を学校敷地に用途変更（2128 m2）
- 1995年（平成7年）3月31日 - 体育館改築用地（188 m2）買収
- 1996年（平成8年）2月28日 - 体育館増改築竣工（797 m2）
- 1997年（平成9年）7月27日 - 低学年用砂場設置
- 1998年（平成10年）3月10日 - 開かれた学校づくり推進委員会設置
- 2000年（平成12年）11月19日 - 校庭桜の木植樹
- 2001年（平成13年）8月31日 - グランド整備
- 2002年（平成14年）1月25日 - 学校図書館システム導入
- 2003年（平成15年） - 運動場整備
- 2004年（平成16年）7月9日 - 校舎屋上張り替え工事
- 2011年（平成23年）8月31日 - 地上デジタル放送 最終工事終了
- 2012年（平成24年）7月22日 - 耐震改修開始
- 2013年（平成25年）3月2日 - 耐震改修落成式式典 餅ばい 祝賀会

## 通学区域
- 「土佐市小中学校区表」[1]参照

## 進学先中学校
- 土佐市立高岡中学校

## 特徴
同校は四国八十八箇所清瀧寺の登山口に位置する小学校である。